# Chiesa di San Cipriano (Venezia, Murano)
La chiesa e l'abbazia di San Cipriano costituivano un complesso religioso di Murano che ospitò anche l'originario seminario patriarcale di Venezia prima del suo trasferimento nel 1817. 
Questa data ne segnò anche l'abbandono che li portò alla demolizione totale entro il 1840. 
Il patriarca di Venezia conserva ancora oggi il titolo onorario di abate commendatario di San Cipriano. 

## Storia
Una prima chiesa dedicata ai santi Cipriano e Cornelio papa martiri fu fondata dal doge Giovanni II Partecipazio già nell'881 a Malamocco. Oltre due secoli dopo fu concessa da un altro doge Vitale I Michiel all'abate benedettino Vetulo, padovano che governava l'Abbazia di San Benedetto in Polirone, affinché vi costituisse accanto un nuovo monastero. Poco prima anche il patriarca gradense Pietro Badoer aveva donato un terreno attiguo in cambio dell'obbligo annuale di fornire una libbra d'olio. A queste donazioni se ne aggiunsero altre dalla devozione privata che accrebbero il patrimonio dell'abbazia con possedimenti vicino a Chioggia, a Carpenedo e alcune case a Venezia. La chiesa rimaneva contemporaneamente soggetta alla cappella ducale marciana. 
Nel 1106 un forte terremoto seguito da un maremoto sconvolse l'abitato di Malamocco mettendo a rischio l'insediamento monastico. Il doge Ordelaf Falier d'accordo con il patriarca Giovanni Gradenigo autorizzarono lo spostamento dell'abbazia in un qualsiasi luogo del dogado e nel 1109 un Pietro Gradenigo donò un appezzamento a Murano per il nuovo insediamento. Già nel 1111 i monaci poterono entrare nelle nuove costruzioni.

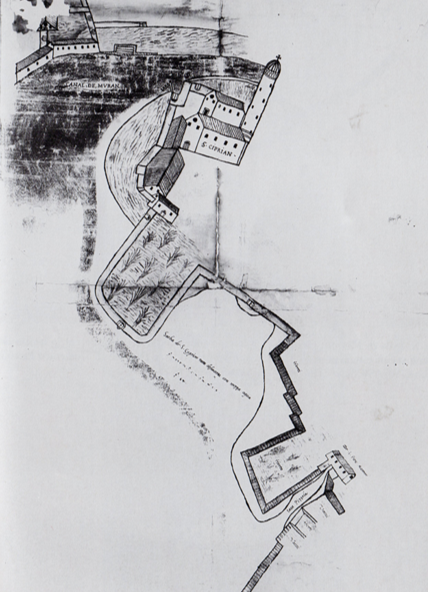
Abbazia San Cipriano Murano e terreni circostanti, Archivio di Stato Venezia, Mensa Patriarcale, b. 77

Al monastero muranese continuarono ad essere concesse notevoli donazioni oltre che a Murano, anche nei territori di Vicenza, Treviso, Capodistria, Trieste, nell'isola di Veglia (Krk). L'ormai ricco cenobio rimase un priorato fino a circa il 1219 quando papa Onorio III lo elevò ad autonoma abbazia, su petizione dell'abate San Benedetto di Polirone che si riservò comunque il diritto di nominarne l'abate. 
I Gradenigo in quanto antichi benefattori dell'abbazia, ne ottennero nel 1383 il giuspatronato dal Patriarca di Grado. Pochi decenni dopo, il ridotto numero di monaci ne causò il suo declassamento a commenda nel 1421 per autorità del papa Martino V, che la legò dapprima all'arcivescovo di Spalato. Si generò così una sequenza di liti con i Gradenigo per le successive nomine degli abati commendatari finita soltanto con la bolla di Sisto V del 1587 che passava l'abbazia a commenda perpetua dei patriarchi di Venezia, nonostante si trovasse nella diocesi di Torcello. A risarcimento dei Gradenigo fu loro concesso il giuspatronato della chiesa di Santa Margherita a Padova già nei possedimenti del convento muranese. 

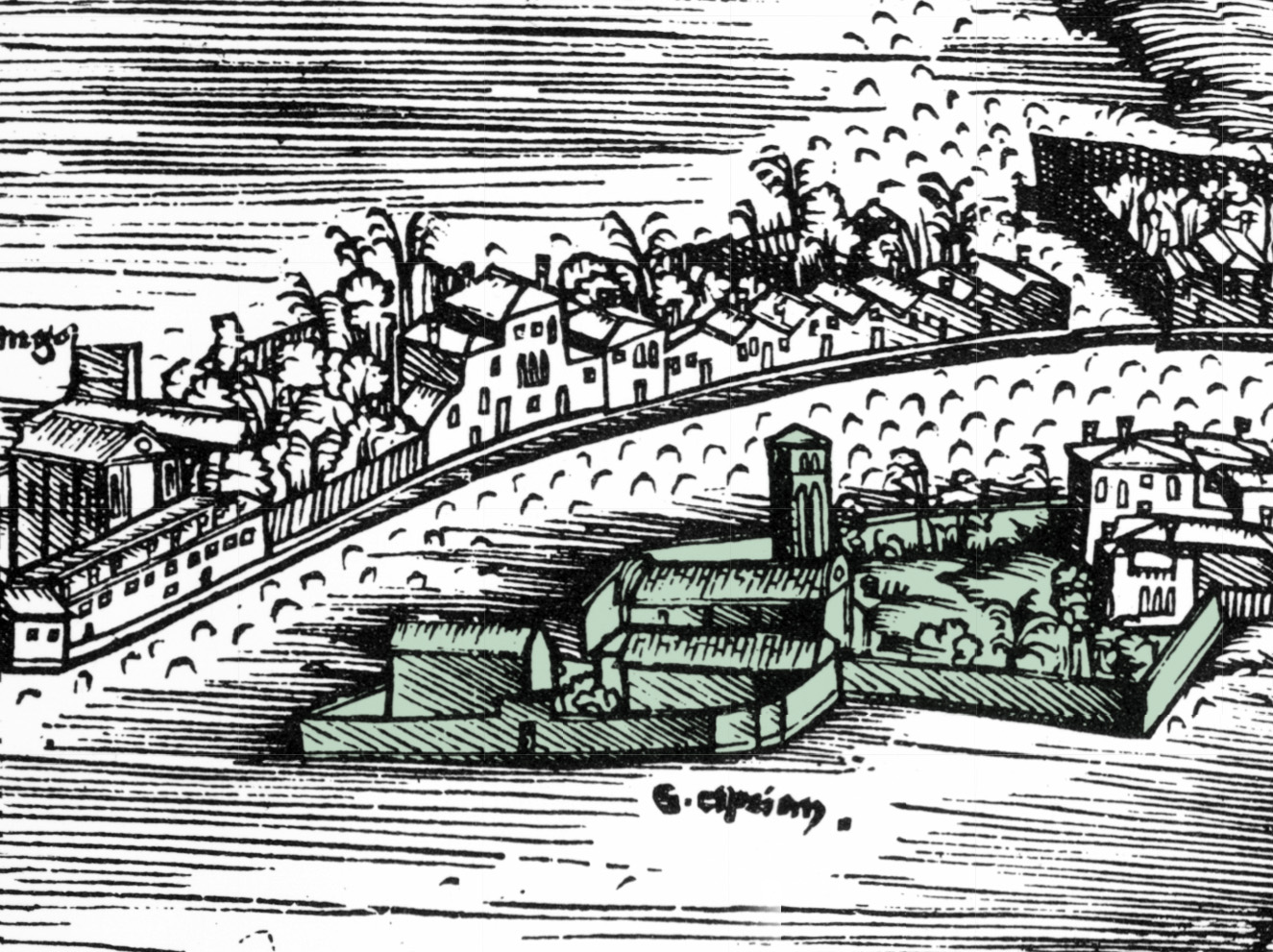
Jacopo de' Barbari, Venetie MD, dettaglio, xilografia, 1500; l'abbazia di San Cipriano è edenziata in verde

La commenda dell'abbazia fin dal 1458 era comunque detenuta dai Trevisan che riuscirono a farsi succedere dai nipoti ininterrottamente fino al Giovanni Trevisan divenuto poi patriarca di Venezia dal 1560 a 1590. Sotto il governo di questi vi fu trasferito temporaneamente il seminario patriarcale nel 1563 e l'anno prima il Federico Corner vi aveva fondato un collegio di per giovani patrizi, sempre sotto la direzione dei padri Somaschi. Nel 1587 lo stesso patriarca trasferì il seminario in Lista di Spagna presso San Geremia e il suo successore Lorenzo Priuli lo ritornò nel 1592 a San Cipriano e poi di nuovo nel 1599 a Venezia nel convento della Santissima Trinità dei Cavalieri Teutonici. da qui il seminario fu ritornato a San Cipriano nel 1631 per liberare la zona destinata alla costruzione del nuovo grande santuario della Madonna della Salute.
Sotto la rettoria seminariale la chiesa fu radicalmente restaurata nel 1650, rispettando però le cappelle absidali, altri minori interventi avvennero nel 1698, nel 1748 e nel 1771 fu sostituito l'altar maggiore. 

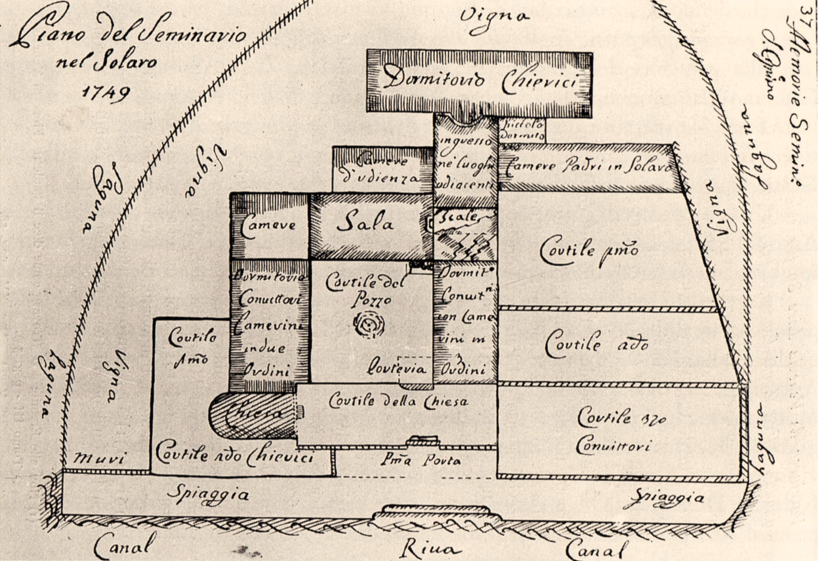
Abbazia San Cipriano Murano

L'abbazia, proprio in quanto seminario, fu risparmiata dalle spoliazioni napoleoniche, tuttavia la decisione nel 1817 di spostare la sede patriarcale da San Pietro a San Marco innescò la decisione di trasferire la scuola sacerdotale nuovamente a Venezia nella sede attuale. 
Il monastero venne così abbandonato e nel 1834 (o 1837) fu venduto a un privato che, come successe naturalmente a pressoché tutte le varie chiese chiuse Venezia e altrove, non aveva altro interesse che demolirlo progressivamente per venderne i materiali fino a farlo scomparire definitivamente nel 1840. Nel 1838 Friedrich Wilhelm, principe ereditario di Prussia, acquistò l'antico mosaico del catino absidale per la Friedenskirche, una nuova chiesa neoromanica in costruzione nel parco di Sanssouci a Potsdam, dove è stato rimontato e dove è ancora visibile. La cosa quantomeno lo salvò da chi aveva intenzione di ridurlo in frammenti allo scopo di creare una riserva di tessere per il restauro dei mosaici marciani.

## Descrizione

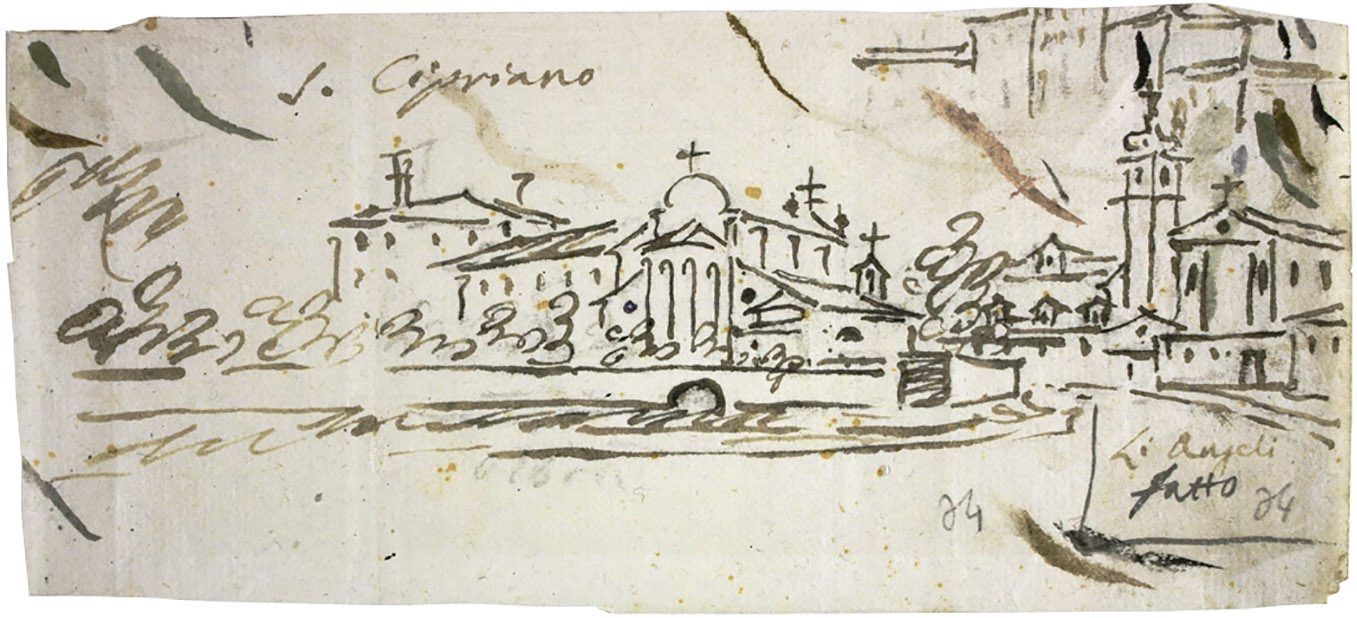
Giacomo Guardi, Veduta di San Cipriano, inizio XIX secolo, penna su carta, Venezia, Museo Correr

La singolarità di stretto ritiro come seminario patriarcale ha impedito che la chiesa e il complesso conventuale potesse essere descritto nelle maggiori guide storiche dei secoli XVII e XVIII. Viene solo citato in quella di Sansovino anche nell'aggiornamento redatto dal Martinioni. Nelle guide successive è completamente assente, soltanto le Notizie storiche del Corner ne narrano le vicende ma non la descrivomo. È necessario attendere le prime pubblicazioni ottocentesche per averne una descrizione, quella di Moschini del 1815, pubblicata quando ancora il tempio esisteva, l'altra, quella del Paoletti del 1837, sostanzialmente contemporanea alla sua definitiva demolizione. Il fatto che i luoghi non fossero stati oggetto delle spoliazioni napoleoniche consente a queste due ultime guide una presentazione del tempio ancora fedele allo stato di fatto, dopo i restauri seicenteschi.
Data anche la ridotta iconografia è abbastanza difficile individuare la posizione della chiesa, anche a causa dei notevoli interramenti della laguna che hanno nei secoli modificato la struttura dell'isola di Murano; non giova la collocazione del toponimo Calle San Cipriano in una posizione relativamente lontana dal sito. Nella veduta di Venezia di de' Barbari appare in una punta protesa verso la laguna e quasi di fronte alla chiesa di Santa Maria degli Angeli dall'altra sponda di un canale. Le parti sotto ai due edifici (ovvero a sud) sono state estesamente imbonite trasformando l'originale posizione da marginale a più centrale. Secondo le memorie, gli scavi di Zanetti e le ricostruzioni recenti, il sito si trova sulla sponda sud del Canale degli Angeli poco più a est dell'innesto del canale Serenella. 

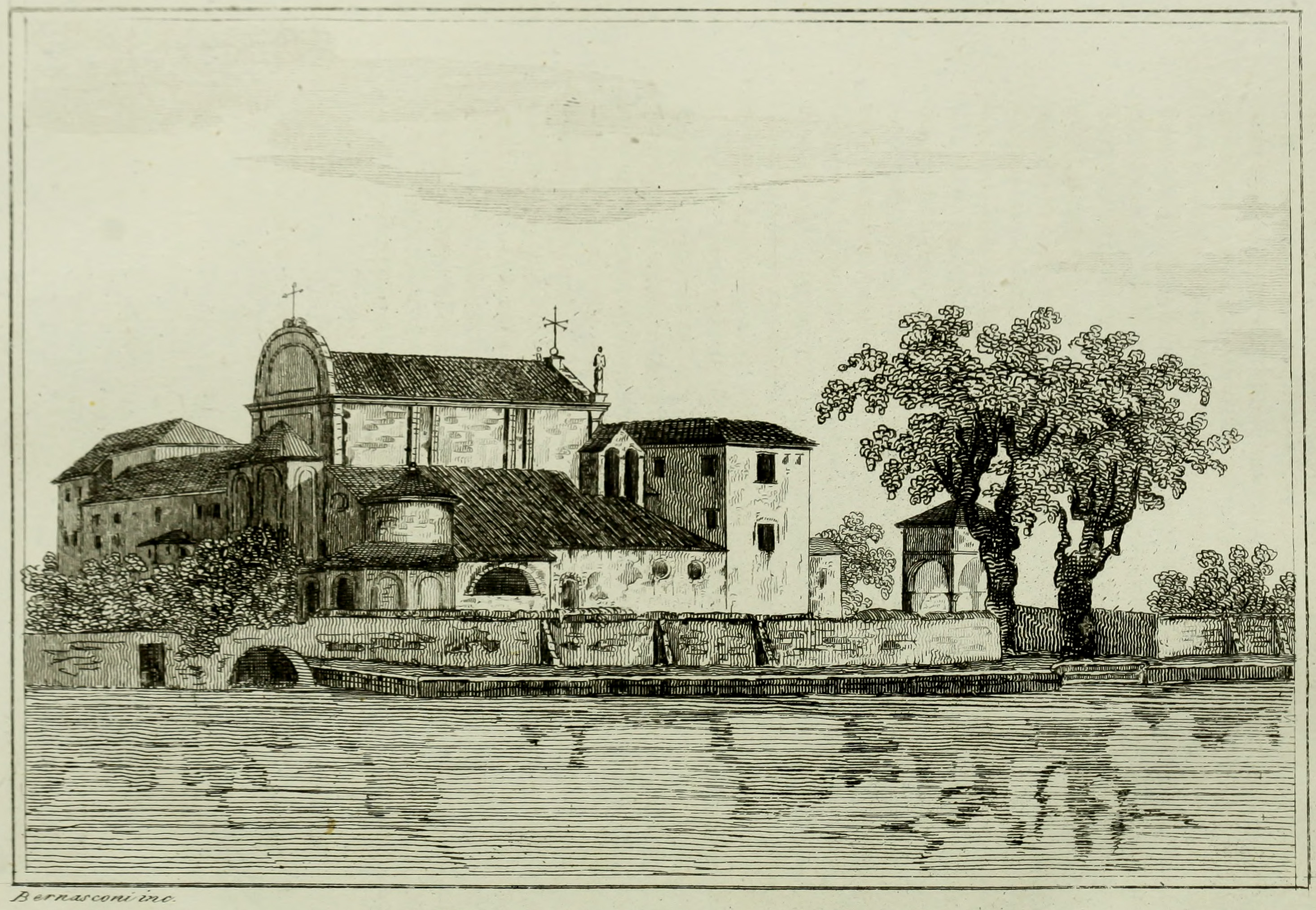
Giacomo Bernasconi, Veduta di San Cipriano, 1837, acquaforte

L'abside affacciava sul canale rivolto verso nord-est e fino alla fine si mostrava nelle forme romaniche originarie, sul rimanente aspetto della configurazione esterna, fatte salve alcune iscrizioni, non ci rimangono testimonianze.
L'interno originariamente a tre navate venne trasformato in aula unica nel 1650 me si salvarono le absidi originali. 
Nel catino della cappella maggiore era la maestosa Deesis musiva del secolo XII. Il mosaico fu accuratamente staccato e rimontato a Potsdam da Ludovico Priuli e Pietro Querena, dove è visibile tuttora. Al centro è un Cristo Pantocratore affiancato a sinistra dalla Vergine e san Pietro e a destra dai santi Giovanni evangelista e Cipriano sull'arcone di imbocco fanno ala gli Arcangeli Michele e Raffaele e al sommo della volta è l'Agnello pasquale mentre sulla cima del catino dispiega le ali la colomba dello Spirito Santo. Oltre alle usuali scritte didascaliche identificative delle figure dei santi un'altra scritta alla base del catino ci informa della committenza e dei suoi voti, un'altra scritta sull'estradosso del catino funge da dedica:
—
Domine dilexi decorali domus tuae et locum habitationis gloriae tuae»
—
Signore, mi sono compiaciuto di decorare la tua casa e luogo dove abita la tua gloria,»
Sul settecentesco altar maggiore era la perduta pala con San Cipriano che Moschini attribuisce alla scuola di Palma il Giovane ma altre ricostruzioni l'attribuiscono al Sacchiense.
Nella altre due absidiole erano stati collocati, nel 1815, due altari cinquecenteschi prelevati dalla dismessa chiesa parrocchiale di San Paternian. Sopra uno era stato adattato un quadretto con la Sacra Famiglia opera di Polidoro da Lanciano, ora disperso. Sopra l'altro era un trittico (firmato e datato 1495) di Cristoforo Caselli, un allievo di Giovanni Bellini, con al centro la Madonna affiancata dai santi Benedetto e Cipriano, ora presso la Pinacoteca Manfrediniana.
In controfacciata erano due urne pensili con le spoglie di altrettanti dogi, ogi perdute; in una di porfido riposava Pietro Gradenigo nell'altra Pietro Polani. Sopra la prima erano ste aggiunte delle statuette del Trecento provenienti dalla chiesa conventuale dei Santi Filippo e Giacomo, chiusa nel 1806. Moschini le descrive come una Madonna in trono e due santi e forse corrispondono alla Madonna col Bambino, al San Giuseppe e al Re Magio oggi nel seminario veneziano.
Nella cappellina cinquecentesca aggiunta da Giovanni Trevisan era l'altare con le statue dei santi Giovanni battista, Girolamo e Benedetto ora collocate nell'oratorio della Trinità del seminario. Negli scomparti sopra le nicchie sono stati aggiunte nel 1818 alcune pitture di Marianna Angeli Pascoli: la Madonna e i santi Lorenzo Giustiniani e Luigi Gonzaga.
Per quanto resta del convento si suppone che probabilmente alcuni elementi ornamentali del chiostro sono stati riutilizzati al palazzo Da Mula. Invece la biblioteca, già cospicua e nel primo decennio dell'Ottocento arricchita dalla spoliazione di alcune strutture veneziane, fu trasferita nel seminario patriarcale tranne forse alcuni antichissimi manoscritti conservati oggi nella Biblioteca Marciana.